# Architecture de la ligne 39 du tramway de Bruxelles
Cette page reprend une partie des bâtiments remarquables se trouvant sur le trajet de la ligne 39 du tramway de Bruxelles.

## Historique et développement du tracé
L’avenue de Tervueren est créée à la suite du « Plan d’ensemble pour l’extension et l’embellissement de l’agglomération bruxelloise » voulu par le Roi Léopold II dès 1860 (alors Prince à cette époque) et élaborée par l’inspecteur-voyer Victor Besme. Dans ce plan, le roi Léopold II portait une attention particulière « aux espaces verts dans le paysage urbain, la recherche d’une unité dans l’architecture privée ou encore l’intérêt de prévoir une voirie large ». C’est alors Victor Besme qui imagina et publia en 1862 le nouveau plan d’ensemble pour l’extension de Bruxelles. Ce plan fut la référence pendant plus d’un demi-siècle pour l’urbanisation de Bruxelles. L’exposition universelle de 1897 sera l’événement qui mettra en place la création de l’avenue de Tervueren. Exposition qui fut « postposée de deux ans pour permettre la réalisation du projet. » L’avenue de Tervueren est divisée en six zones allant des Quatre Bras jusqu’au parc de Cinquantenaire. L’état avait pris en charge les sections allant des Quatre Bras jusqu’au parc de Tervueren, car il y possédait déjà des terrains. Par contre « l’entrepreneur désigné [l’industriel Edmond Parmentier] pour les quatre autres sections - du Cinquantenaire au Quatre Bras - assumerait les frais d’expropriation de tous les terrains nécessaires ». L’ensemble du projet est bien accueilli par les autorités communales et les citoyens de la commune. Le projet débuta donc en 1895 et doit se terminer pour le 1er, mais 1897 pour l’exposition universelle. Une série de règles viendront s’imposer pour les terrains à bâtir bordant l’avenue avec, par exemple, une emprise au sol ne pouvant pas dépasser les trois cinquièmes de la parcelle ou encore l’obligation de clôturer les jardinets qui précèdent les maisons bordant la rue. L’entrepreneur Edmond Parmentier, dans un souci d’esthétisme, va écrire au ministre afin d’envisager un règlement d’urbanisme pour le gabarit des nouvelles bâtisses et de leurs façades. Afin de favoriser le développement urbain et de séduire des investisseurs pour la construction d’habitations autour de l’avenue, il est décidé d’y implanter deux lignes de tram. « L’une d’elles partirait de l’intersection des rues de Louvain et de la Croix de Fer pour gagner l’avenue des Arts ou le boulevard du Régent, puis la rue Joseph Il, de manière à rejoindre le quartier de l’Est. Après avoir longé le parc du Cinquantenaire, la ligne de tramway arriverait à l’avenue de Tervueren, pour aboutir enfin au parc Royal. La deuxième ligne prendrait son départ à la porte de Namur, pour passer par les rues du Champ de Mars et du Trône, puis par l’avenue de la Couronne pour aboutir à la plaine de manœuvres d’Etterbeek à hauteur des casernes et, de là, rallier le boulevard de ceinture. » Durant les travaux, le chemin de fer qui reliait Bruxelles à Tervueren sera modifié et on verra apparaître le pont qui surplombe l’avenue au niveau de l’actuel Musée du Tram. L’avenue de Tervueren et sa ligne de tram seront inaugurées le 23 mai 1897. Très vite l’avenue et le parc de la Woluwe connaîtront un grand succès. Si bien que la société des tramways d’Ixelles mettra en service des wagons-bars sur la ligne qui couvre l’avenue. Les différents arrêts le long du trajet du tramway sont munis de petites aubettes « que le Roi Léopold II voulait cantonner d’un seul côté de l’avenue de manière à bien dégager la vue sur le parc ». Aujourd’hui, ces mêmes aubettes sont toujours présentes et ont été restaurées par la STIB dans le style de l’époque. De plus, des propriétaires acquièrent plusieurs parcelles voisines et y construisent des immeubles. D’autre part, de nombreuses auberges avec des « terrasses attrayantes destinés à accueillir les nombreux promeneurs attirés par le parc de Woluwe ». Généralement, ces bâtiments se situaient face au parc, mais la majorité d’entre eux ont aujourd’hui disparu pour laisser place à des immeubles de logements.

## Architecture autour de la ligne 39 (Montgomery-Ban-Eik)

### Parc du Cinquantenaire
- 1880-1897[4]

- 1040 Etterbeek

- Public

- Culturel

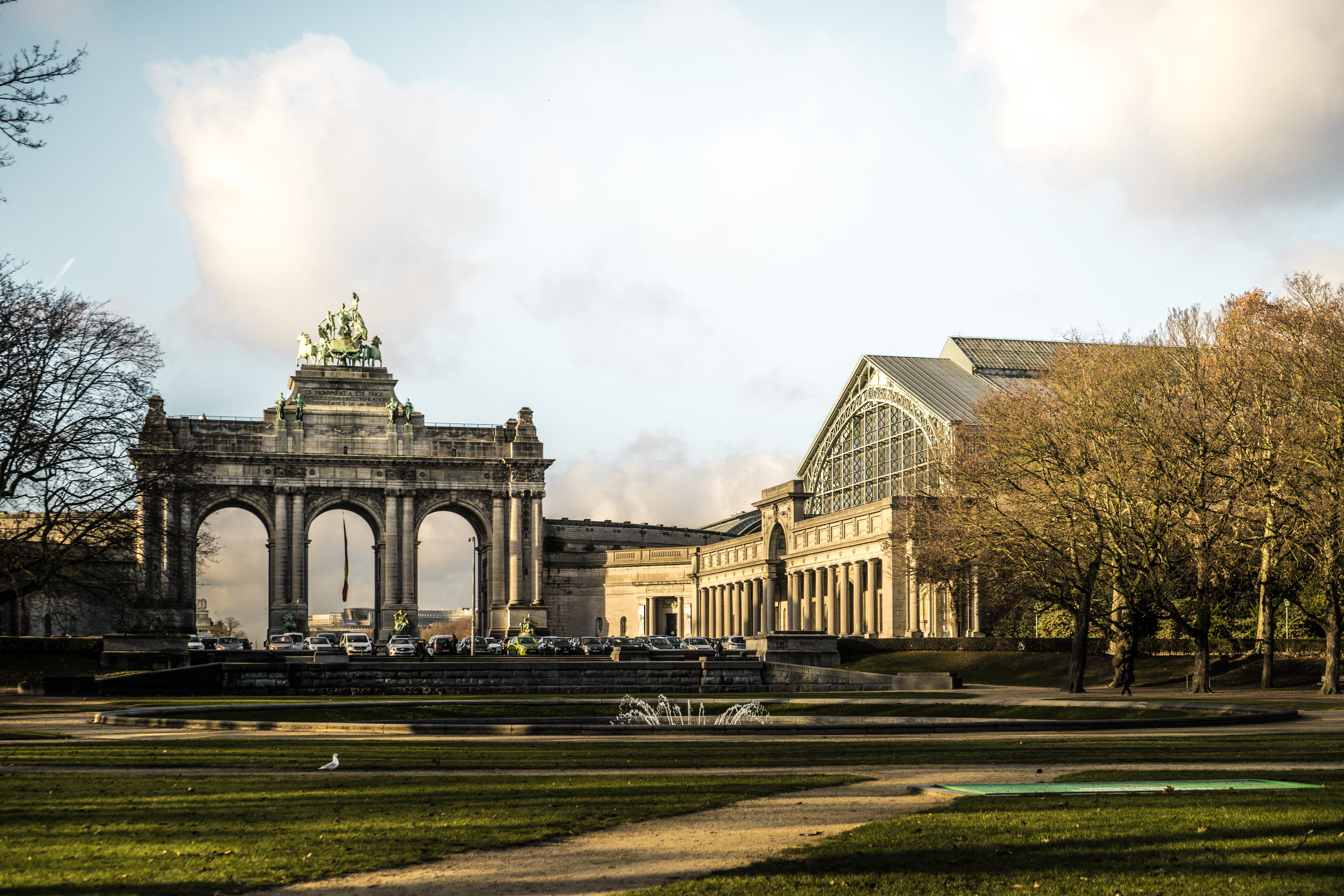
Parc du Cinquantenaire

La zone sur laquelle est situé le parc du cinquantenaire était, avant sa construction, « un secteur d’étangs, de fonderies et de pentes abruptes insalubres ». Aussi appelé le Plateau de Lindhout, le site était impropre à la construction et « servait de plaine des manœuvres à la garde civique ».
En 1867, Bourdiau est choisi pour la réalisation du projet et c’est à la même période qu’une loi autorise l’expropriation pour cause d’utilité publique.
Le projet de Bourdiau se veut comme « un lieu de promenade et un centre de musées ».
« Le complexe de Bruxelles est constitué de deux ailes reliées par une colonnade semi-circulaire. »
Cependant les deux colonnades devaient être reliées entre elles par une grande arche unique (contrairement aux arcs d’aujourd’hui). Faute de temps et de budget, cette grande Arche ne sera qu’un décor réalisé en bois et en staff.
« En 1897 à lieu l’exposition universelle où la majeure partie des exposants sont installés au Cinquantenaire. Les halls abritant la section de l’air et de l’espace du Musée royal de I’Armée et l’Autoworld datent de cette époque. »

### Square Montgomery
- 1894[6]

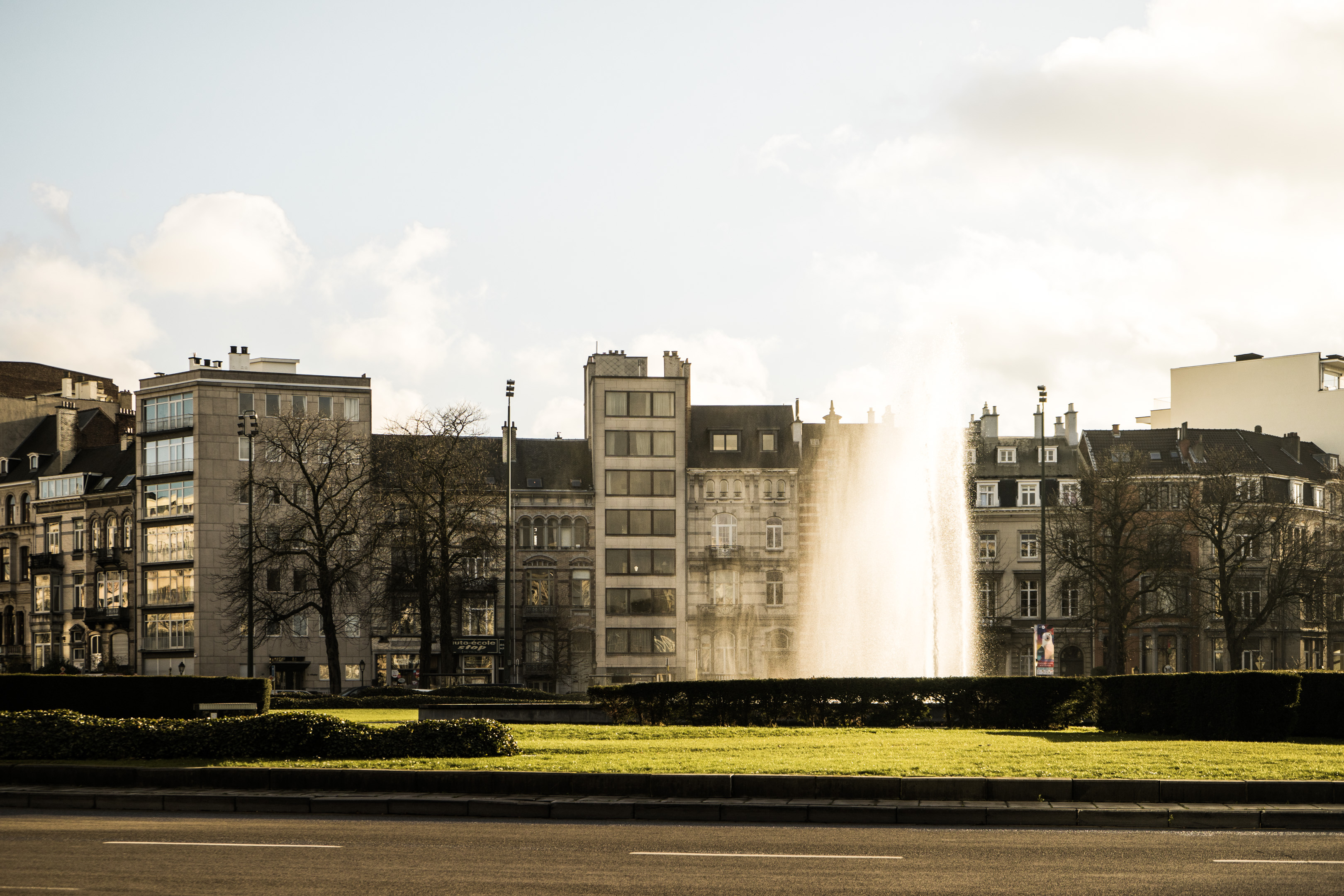
Square Maréchal Montgomery

- Square Montgomery,1150 Woluwe-Saint-Pierre

- Place public

- Public

Le square Maréchal Montgomery est un nœud important de la ville de Bruxelles. Celui-ci a été réalisé lors du projet initié par Léopold II pour le tracé de l’avenue de Tervueren. Appelé auparavant « croisement avec le boulevard de ceinture », le rond-point se situe au croisement de plusieurs axes importants (Boulevard Saint-Michel, boulevard Brand Whitlock, avenue de Broqueville et l’avenue de Tervueren). Dans l’axe de l’avenue de Tervueren et du parc du Cinquantenaire, une perspective sur toute la première partie de l’avenue de Tervueren est dégagée. Le 7 décembre 1980, le rond-point est inauguré sous le nom du square Montgomery pour célébrer les vingt ans de la venue du Maréchal Montgomery à Bruxelles. Le Maréchal Montgomery est connu pour avoir été un célèbre commandant des troupes britanniques lors de la Seconde Guerre mondiale, où il s’illustre dans de grandes batailles.
Une sculpture représentant le célèbre Maréchal est l'œuvre réalisée par le sculpteur Oscar Nemon. Aujourd’hui, le Square, aussi appelé rond-point Montgomery, est également un nœud de transport en commun où plusieurs lignes de tramway et une ligne de métro desservent la station. L’ensemble du réseau se développe en souterrain sous le rond-point,,,,,.

### Square Léopold II
- 1894[13]

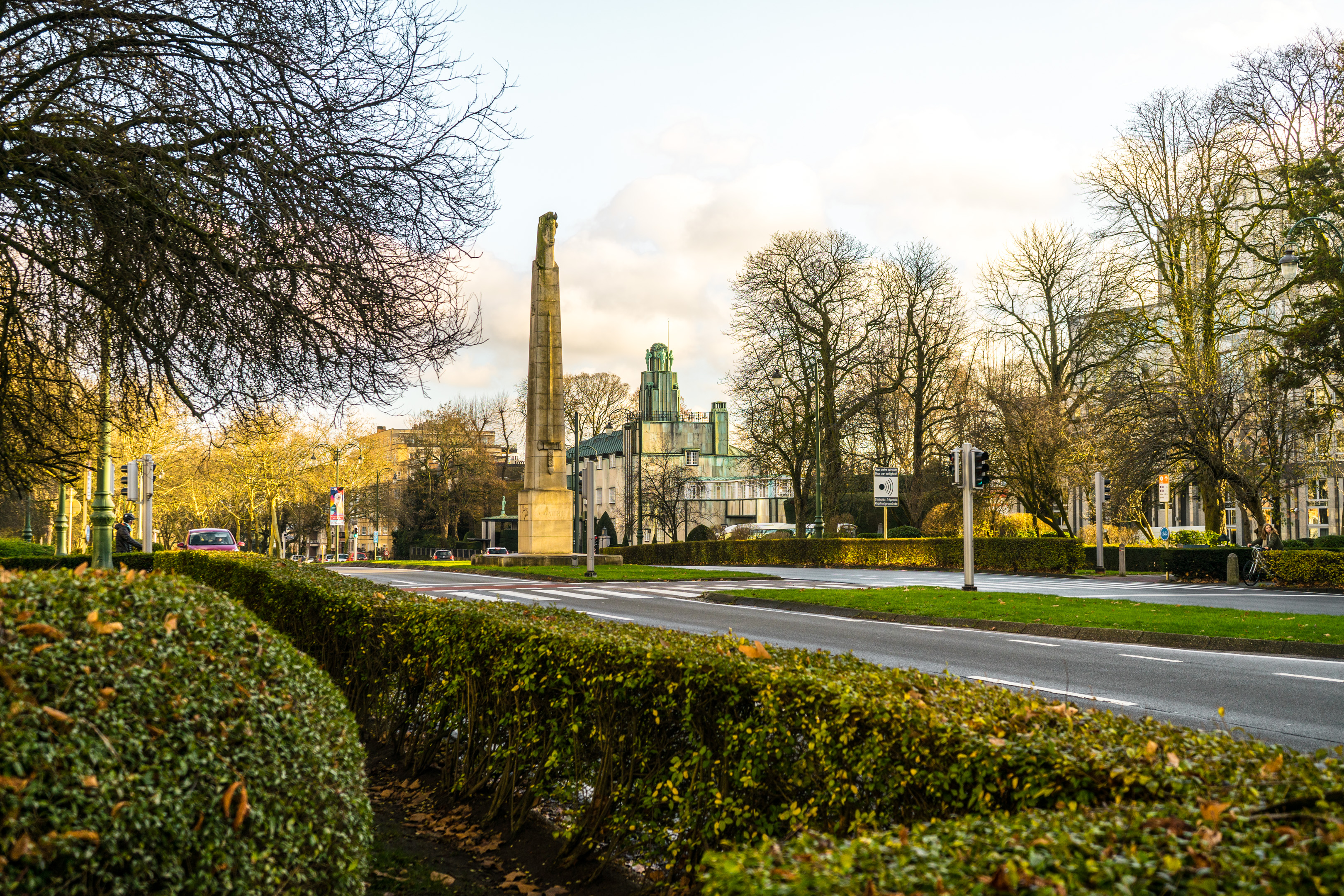
Square Léopold II

- Avenue de Tervueren, 1150 Woluwe-Saint-Pierre

- Public

- Place public

Le square Léopold II est traversé par l’avenue de Tervueren. Anciennement nommé Square Elliptique, il fut entouré de bâtiments qui ont, pour la plupart, disparu aujourd’hui. On peut y trouver le monument de la Cavalerie belge et des Blindés, érigé à la gloire et aux sacrifices des militaires durant la Campagne d’Indépendance de 1830 ainsi que durant les deux guerres mondiales. Ce monument est l’œuvre du sculpteur Maurice Waucquez et l’architecte Philibert Schomblood. Maurice Waucquez né en 1896 et mort en 1990 est également connu pour avoir réalisé le monument aux artilleurs situé sur le square Jean de Mérode,,.

### Palais Stoclet
- 1905-1911[16]

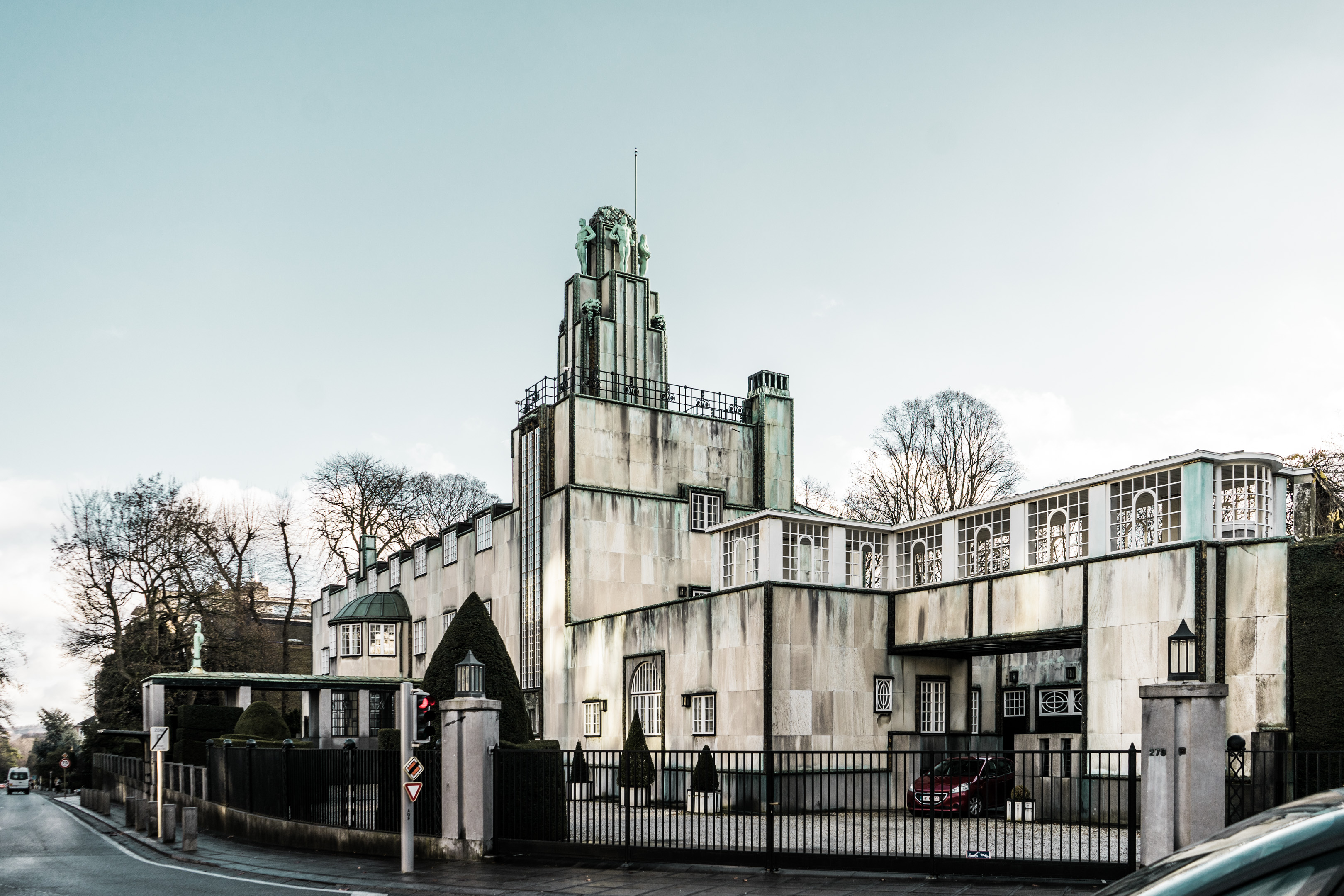
Palais Stoclet

- Avenue de Tervueren, 279, 1150 Woluwe-Saint-Pierre

- Privé

- Habitation

Réalisé entre 1905 et 1911, le palais Stoclet est une demeure exécutée à la suite de la commande d’Adolphe Stoclet, ingénieur employé au réaménagement des lignes de chemin de fer reliant Vienne à Aspen, à l’architecte viennois et fondateur du Wiener Werstätte, Josef Hoffman.
Le palais, situé au 279 avenue de Tervueren, est l’une des réalisations les plus abouties du courant artistique de la sécession viennoise. En effet, le palais pourrait être un bâtiment viennois exporté à Bruxelles. Celui-ci est le prélude de l’art déco, et même du courant moderniste en architecture.
Le palais Stoclet prend place sur une surface de trente-sept mètres sur treize et se présente sur trois étages. Au rez-de-chaussée, se trouve un grand hall de réception qui se développe sur deux étages, ainsi que de nombreuses pièces de réceptions. Au deuxième niveau, se situent les espaces privés tels que les chambres et le dernier étage est réservé aux domestiques. Le bâtiment principal de la demeure est surmonté d’une tour de forme cubique coiffée de statues, le tout culminant à une vingtaine de mètres.
Dans le palais Stoclet, il y a une profusion de marbre de toutes origines passant de la façade à la décoration intérieure de celui-ci ainsi que des mosaïques réalisées par le peintre Gustav Klimt.
Le palais Stoclet fait partie de la liste du patrimoine mondial de l’UNESCO depuis 2009. Néanmoins, de nos jours, la demeure est inoccupée,.

### Maison Gombert
- 1933[19]

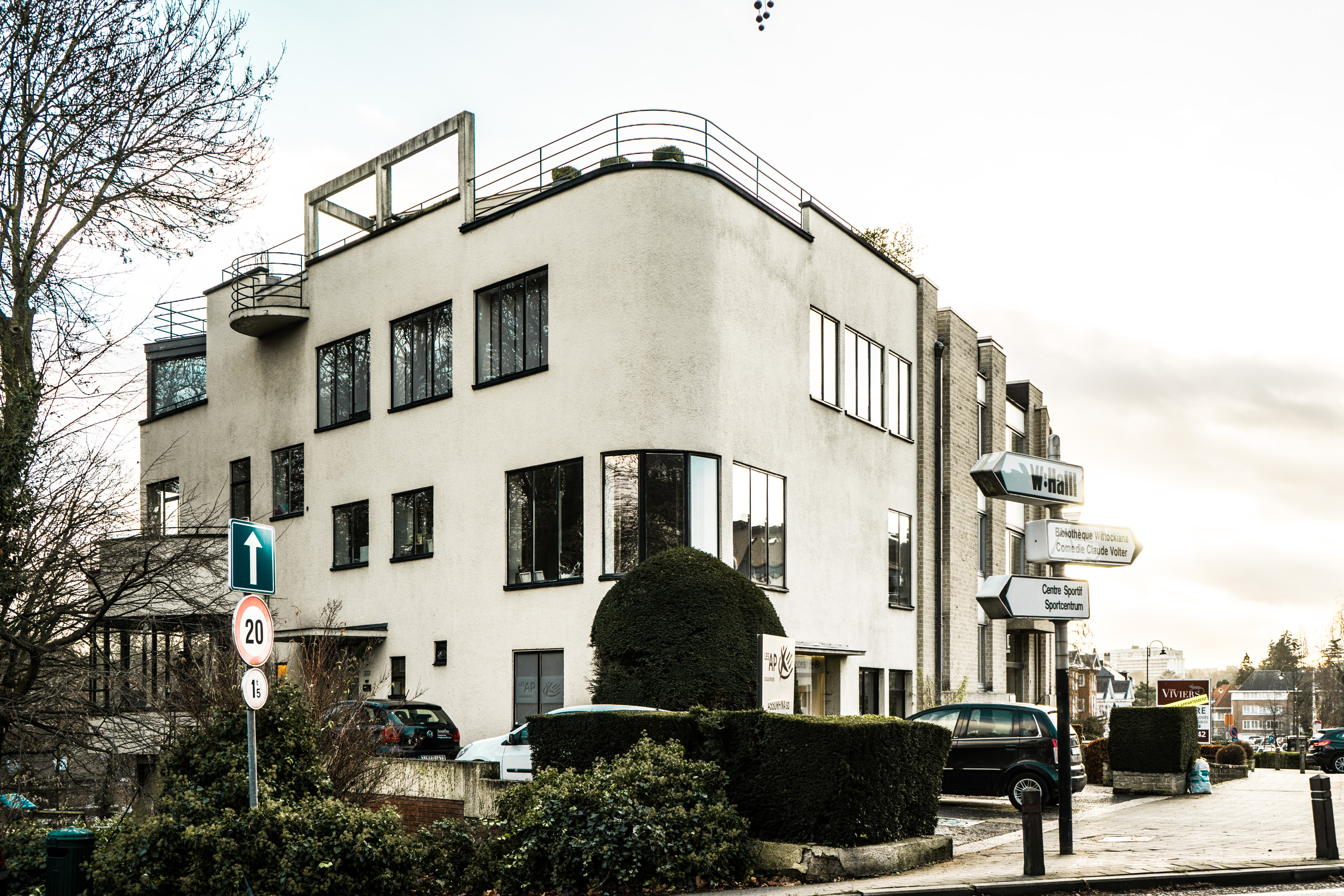
Maison Gombert

- Avenue de Tervueren, 333, 1150 Woluwe-Saint-Pierre

- Privé

- Habitation (aujourd’hui siège de Assurfina)

Réalisée en 1933, la maison Gombert est une demeure construite par l’architecte Huib Hoste à la demande de l’ingénieur Gombert.
La maison, située au 333 avenue de Tervueren, est considérée comme l’un des chefs-d’œuvre de Huib Host où celui-ci réalise une interprétation propre du modernisme des années trente. La façade de celle-ci est dénuée d’ornement, ce qui représente une caractéristique majeure du style international.
La demeure prend place sur un terrain en pente et assez irrégulier. Pour s’adapter au dénivelé, l’architecte a choisi d’utiliser les demi-niveaux à l’intérieur de la maison. Celle-ci se compose de cinq étages. Le premier et deuxième étage, accessible par l’avenue César, sont occupés par la cave ainsi que réservé aux domestiques. Le troisième étage, situé au niveau de l’avenue de Tervueren, accueille la salle à manger ainsi que la cuisine et le garage. Le quatrième niveau abrite une bibliothèque, le salon, quelques chambres et également une terrasse. Le dernier étage quant à lui, se compose de quatre chambres et d’une terrasse. Il y a également un jardin sur le toit plat de la maison. De grandes fenêtres furent imaginées par l’architecte afin que la propriété soit suffisamment illuminée et que la nature l’entourant puisse en quelque sorte pénétrer dans celle-ci.
La maison Gombert fut classée comme monument par la Région de Bruxelles-Capitale en 1995. Aujourd’hui, celle-ci n’est plus une résidence, mais bien le siège de conseillers en assurances (Assurfina),.

### Villa 292, Avenue de Tervueren
- 1937[22]

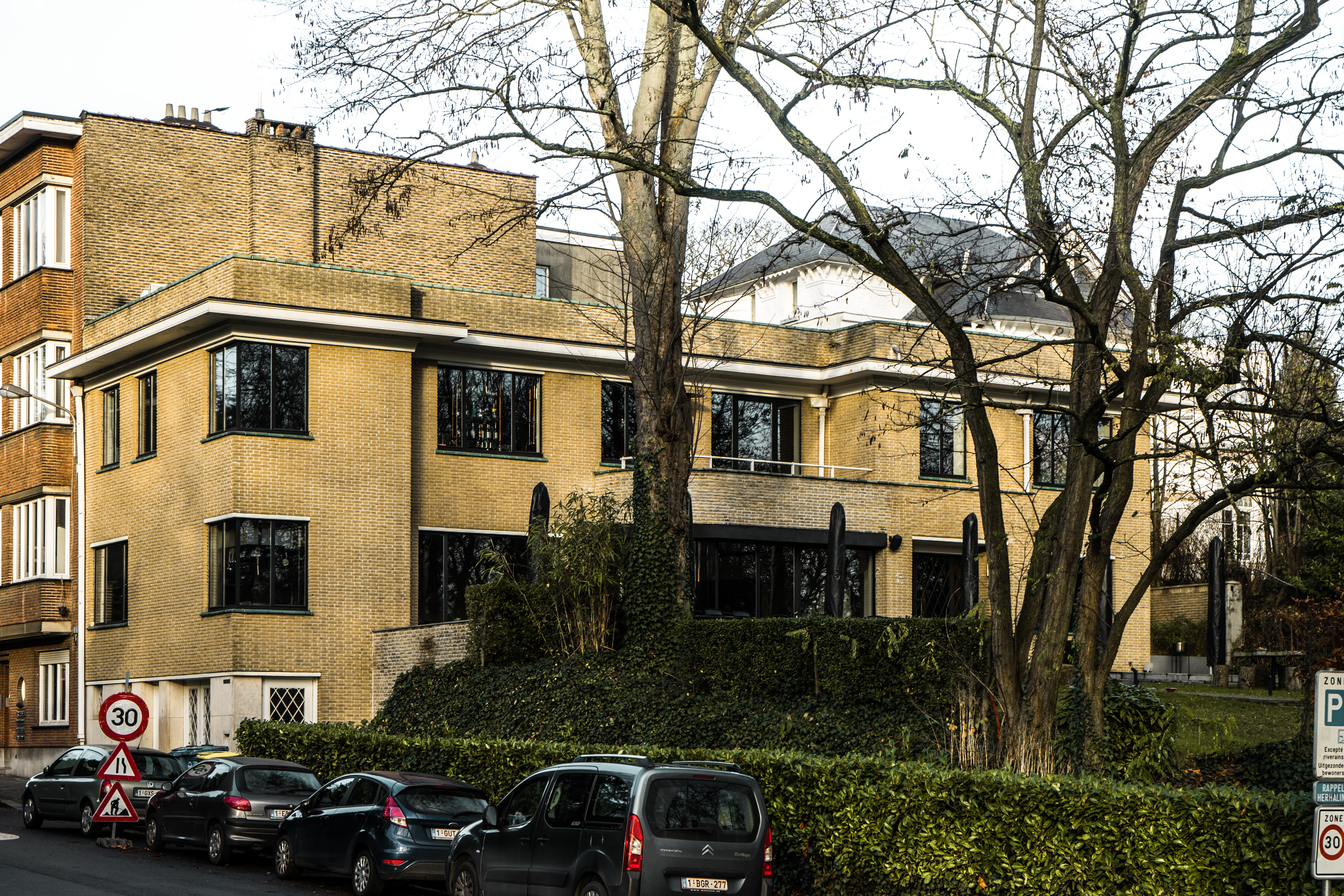
Villa au 292 avenue de Tervueren

- Avenue de Tervueren 292 / Avenue du Val d’Or 2, 1150 Woluwe-Saint-Pierre

- Public

- Restauration

La villa moderniste des architectes Adrien et Yvan Blomme est construite en 1937.
Entourée par un jardin aménagé en 1938 par les mêmes architectes, la villa est orientée vers l’avenue de Tervueren. Adrien Blomme, né en 1878 et mort en 1940, est un architecte belge. Il étudie l’ingénierie à l’école polytechnique de l’Université Libre de Bruxelles. Ensuite, il entreprend des études à l’Académie des Beaux-Arts de Bruxelles en cours du soir.
De nombreux bâtiments situés à Bruxelles lui sont attribués, tel que la Brasserie Wielmans en 1930, le Cinéma Métropole, l’annexe de l’hôtel Métropole en 1932 et le café « Aux Armes des Brasseurs » en 1939.
Son fils Yvan Blomme, né en 1906 et mort en 1961, est lui aussi architecte. Ceux-ci seront, en tant que duo, à l’origine de nombreux projets.
Aujourd’hui, la villa est utilisée par le restaurant Sanzaru,,,.

### Maison communale de Woluwe-Saint-Pierre
- 1961-1975[26]

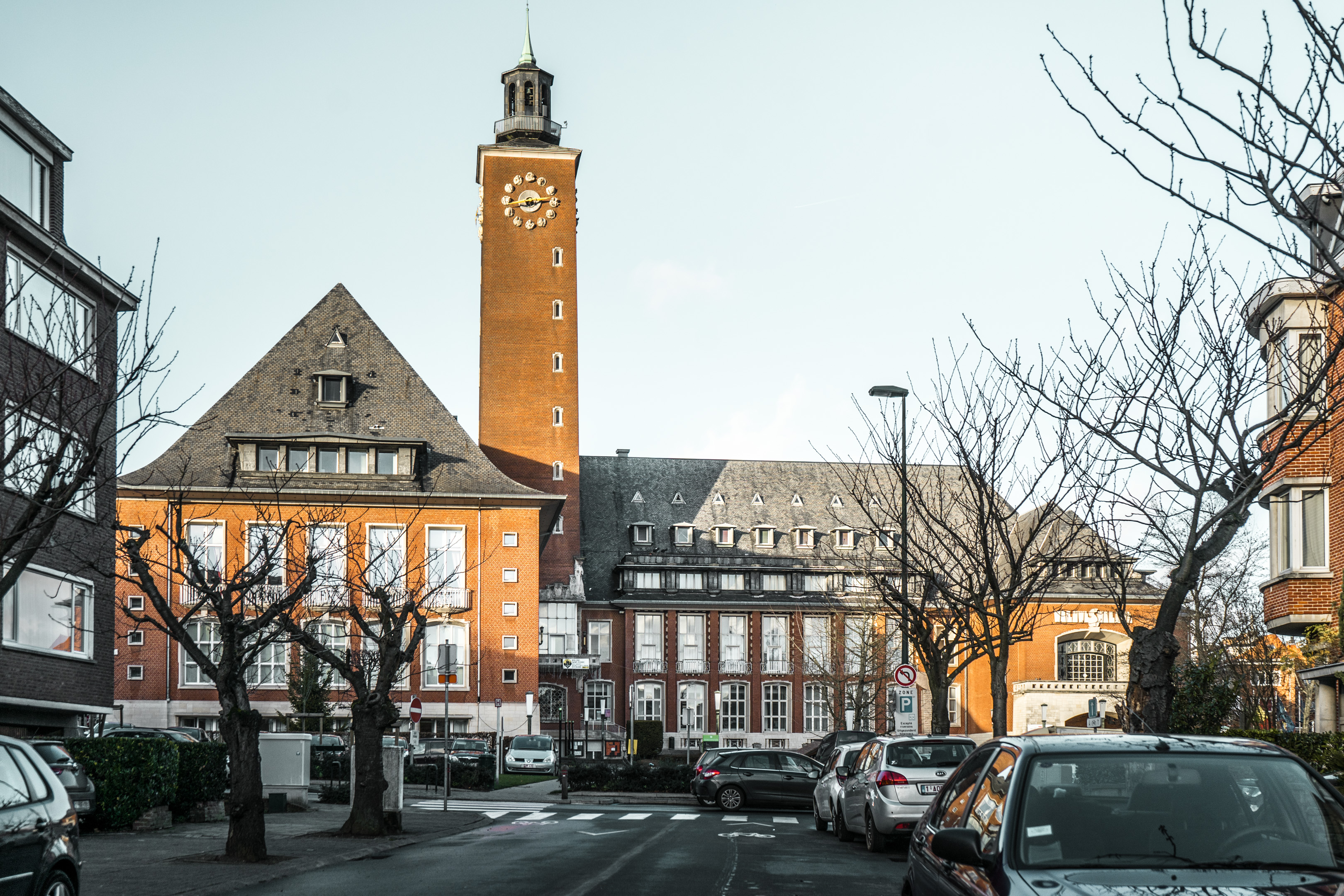
Hôtel Communal de Woluwe-Saint-Pierre

- Avenue Charles Thielemans, 93, 1150 Woluwe-Saint-Pierre

- Public

- Administratif

L'apparence de la maison Communale de Woluwe-Saint-Pierre, connue aujourd’hui, n’existe pas depuis très longtemps. Au départ, l’administration ne possédait pas de locaux qui leur étaient propres.
En 1860, une première maison communale fut construite. Celle-ci resta sur pied une centaine d’années avant d’être détruite en 1958. Par la suite, un projet pour une nouvelle maison communale à Woluwe-Saint-Pierre fut élaboré par Guillaume Vermeiren (dit Willy Vermeiren) et Joseph-Paul Nicaise. La construction de l’édifice s’étend de 1961 à 1975.
Le bâtiment est muni d’une tour culminant à soixante-cinq mètres de haut. Quant à la façade de celui-ci, elle est composée de pierre blanche, de brique rouge, mais également d’ardoise. À l’extérieur de la maison communale, on retrouve des sculptures figuratives réalisées par le sculpteur Alcide Mathieux,,,.

### Parc de la Woluwe
- 1895-1907[31]

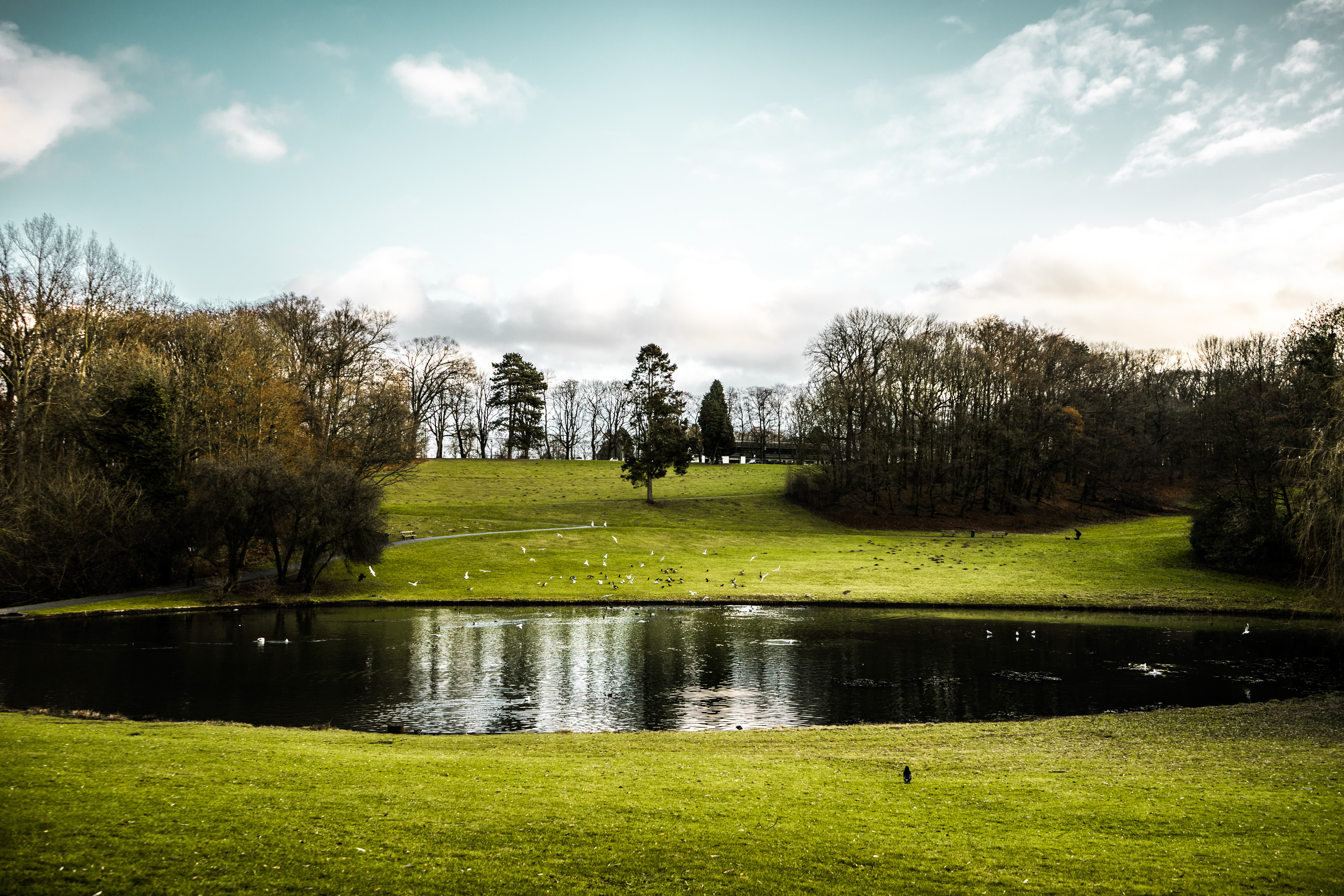
Etang du Parc de Woluwe

- Parc de la Woluwe,1150 Woluwe-Saint-Pierre

- Public

- Espace public

Le parc de la Woluwe est directement lié à la construction de l’avenue de Tervueren. Celui-ci est réalisé par l’architecte paysagiste François Laine et repris ensuite par Louis Vander Swaelment. D’une superficie de septante et un hectares, le projet prendra plus de temps à réaliser et se terminera en 1907.
Le parc est de style anglais dans lequel se trouvent « plusieurs étangs qui ponctuent un écrin de verdure au relief accidenté »[citation nécessaire] qui apporte une certaine intimité et des perspectives variées qui se découvrent en parcourant le parc.
Avant la réalisation de ce projet, vers 1898, le terrain appartenait, pour une majorité, aux Hospices Civils de la Ville de Bruxelles. Le terrain était composé de terres agricoles et une partie boisée qui couvrait cinquante hectares. À la suite du projet de l’avenue de Tervueren, Edmond Parmentier acquiert ces terres pour ensuite être repris par l’état afin de créer le parc de la Woluwe.

### Musée du Tram
- 1897[32]

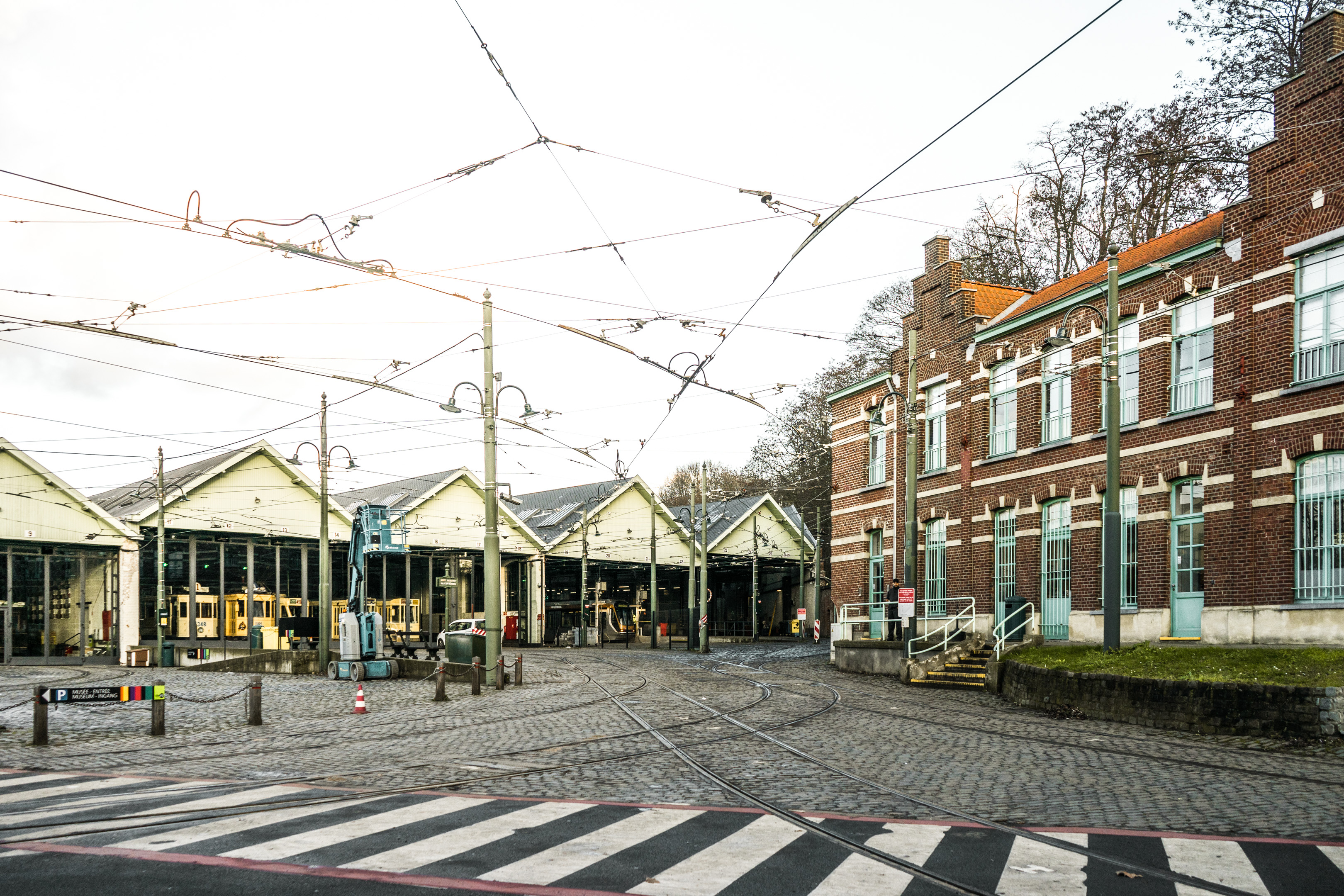
Musée du transport urbain bruxellois

- Avenue de Tervueren / Rue du Leybeek 2, 1150 Woluwe-Saint-Pierre

- Public

- Culturel

Construit en 1897, le bâtiment était le dépôt pour les trams de la ligne de Tervueren (crée pour l’expo 1897). Le dépôt était composé d’une remise à voitures à deux nefs, un magasin, un atelier de réparation de tram et d’une usine productrice d’électricité alimentant les lignes de tram ainsi que d'un bâtiment administratif et d'une habitation pour le chef du dépôt.
En 1907, le dépôt est agrandi par une remise à deux nefs et une extension du bâtiment administratif pour l’expansion du réseau prévue vers Stockel.
Dans les années cinquante, le dépôt avait une surface totale de douze mille mètres carrés avec trois mille neuf cent trente mètres de voies intérieures et une capacité de deux cent quatre-vingt-cinq voitures, dont quatorze lignes de tram connectées au dépôt.
Après la mise en service du métro en 1976, plusieurs des quatorze lignes ont disparu et le dépôt a été progressivement aménagé en halls d’exposition. La première exposition a été organisée en juin 1977.
Le dépôt est classé depuis 2001 et le musée a été rénové entre 2006 et 2009.
Aujourd’hui le dépôt comprend six nefs, deux pour les tramways historiques et quatre qui sont encore utilisés pour une trentaine de trams des lignes 39, 44 et 8,.

### Parc Parmentier
- 1897-1899[35]

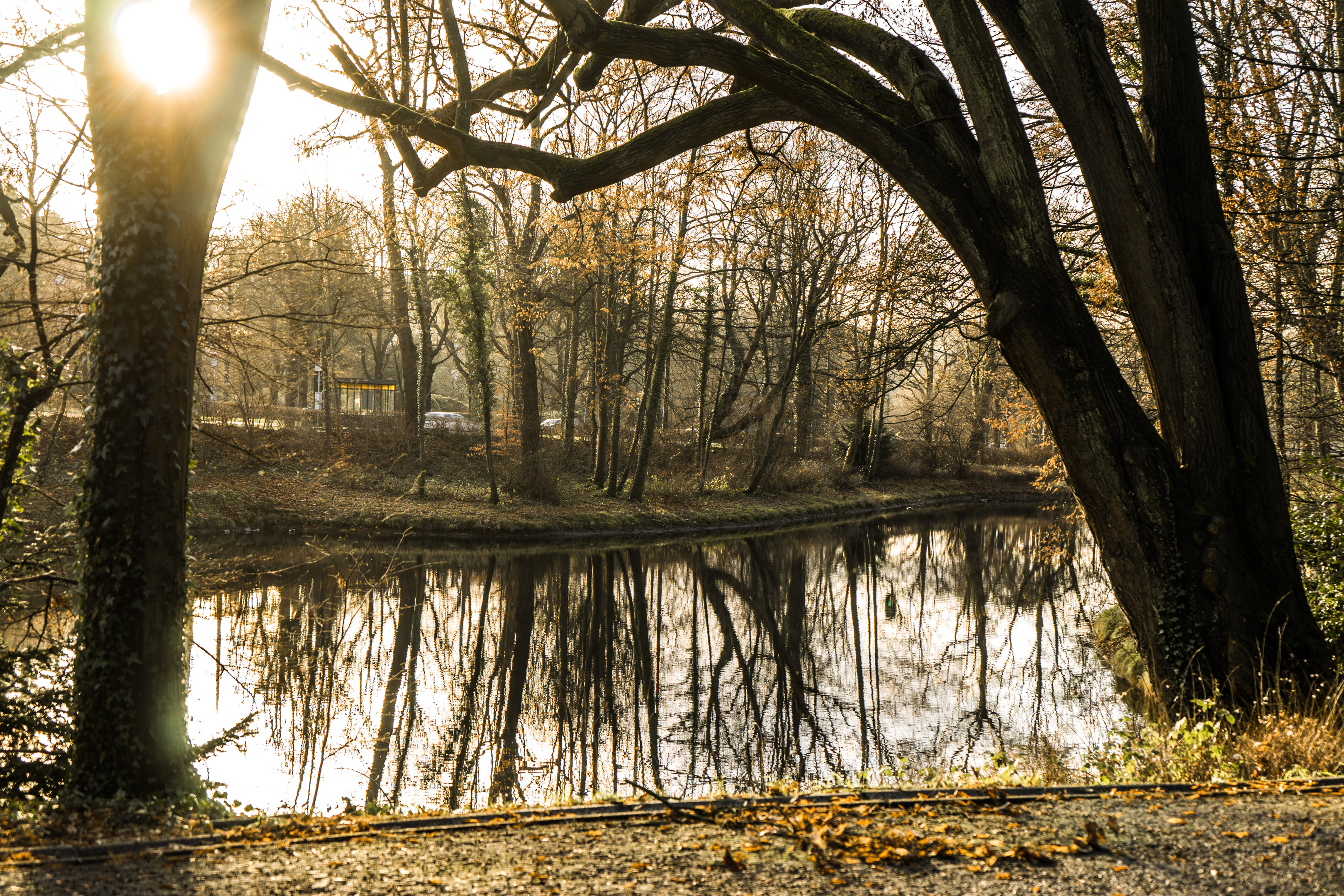
Parc Parmentier

- Parc parmentier, 1150 Woluwe-Saint-Pierre

- Privé/ public

- Espace public

Le parc, à l’origine, propriété privée de Edmond Parmentier, a été aménagé par l’architecte paysagiste Élie Lainé dans le style anglais. Celui-ci se trouve à côté de l’avenue de Tervueren et a été construit plus ou moins à la même période. Au centre du parc, il y avait une villa nommée “chalet norvégien”, la résidence de Edmond Parmentier. Celle-ci était visible par l’avenue de Tervueren et ressemblait au Palais royal de Laeken. La villa est abandonnée à partir de 1958 et détruite dans un incendie en 2000.
Après la Première Guerre mondiale, la propriété est transformée en centre de rééducation pour invalides de guerre. Les bâtiments construits pour l’hôpital militaire sont détruits dans un incendie en 1925, et l’hôpital est fermé dans la même année.
À partir de 1933, une grande partie du parc, qui est devenu propriété de l’État, est utilisé par l’Abbé Froidure pour l’accueil d’enfants issus de milieux défavorisés. La partie au niveau de l’avenue de Tervueren est accessible au public.
Aujourd’hui il existe toujours quelques réalisations de Edmond Parmentier. Le parc est classé comme site depuis 1987 et il y a aussi quelques arbres classés,,,.

### Manoir d’Anjou
- 1885[39]

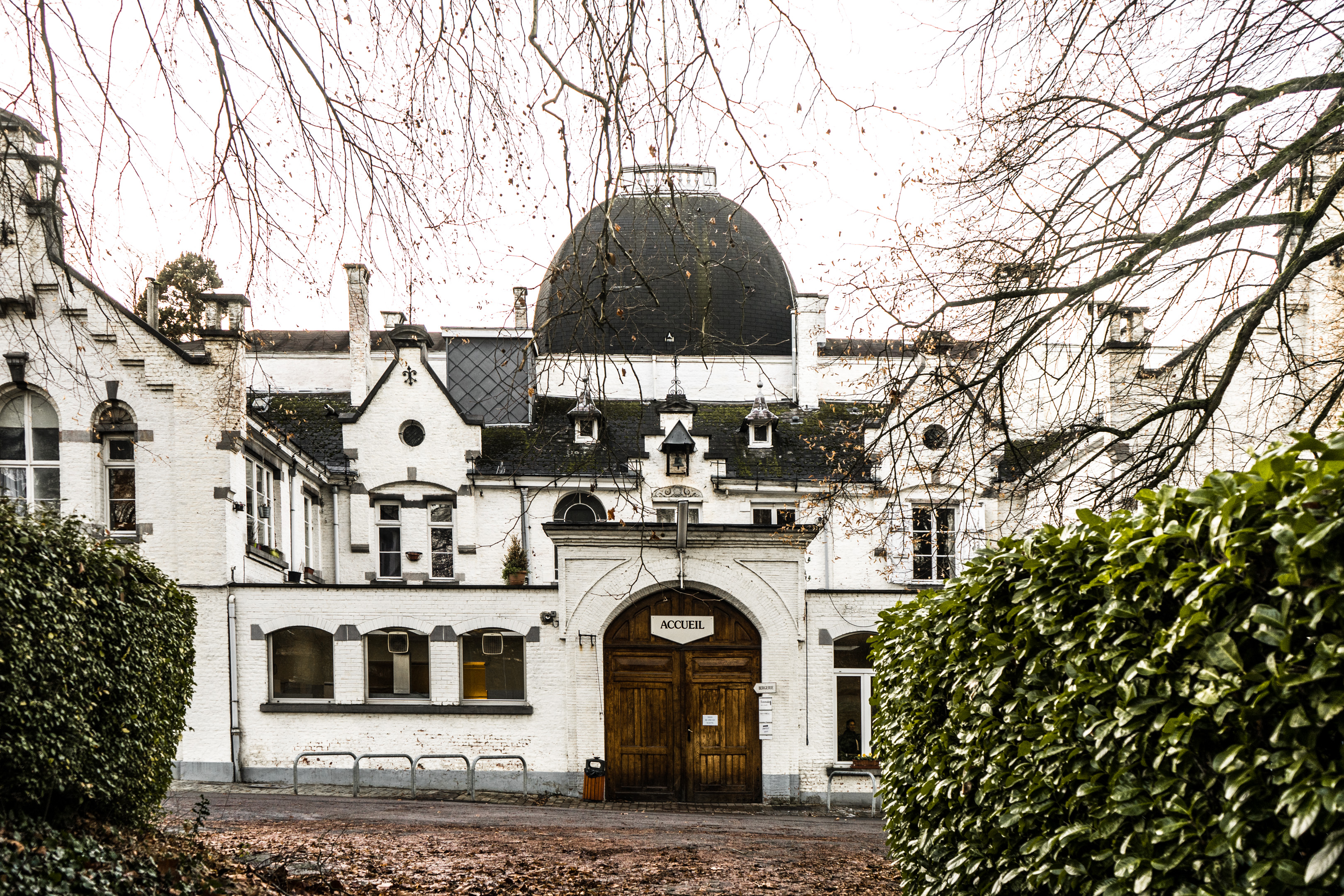
Manoir d'Anjou

- Avenue Alfred Madoux, 53, 1150 Woluwe Saint Pierre

- Privé/ Public

- Habitation/ Éducation

Le manoir d’Anjou, anciennement connu sous le nom de Château de Putdael, fut construit dans la première partie du dix-neuvième siècle et s’étend sur un domaine de huit hectares. C’est dans les années 1880 qu’Alfred-Casimir Madoux acquiert et construit la propriété telle que celle-ci est connue aujourd’hui.
En 1913, plusieurs années après la mort d’Alfred Madoux, le manoir fut loué au Duc d’Orléans, Philippe VIII. Plus tard, lors de la Deuxième Guerre mondiale, la propriété fut réquisitionnée et occupée par les Allemands. En 1948, après la guerre, le manoir fut acquis par les religieuses et à partir de 1987, celui-ci est occupé par une fraternité.
Encore aujourd’hui, le domaine du manoir d’Anjou est une propriété privée, néanmoins, les bâtiments scolaires situés à l’entrée du domaine accueillent l’ICHEC et n’ont donc plus ce statut,,.

### Hippodrome de Stockel
- 1907-1910 détruit dans les années soixante[43]

- Entre l’Avenue Orban, l’Avenue François-Peeters, l’Avenue des Grands-Prix et l’Avenue Jules-Jardin, 1150 Woluwe-Saint-Pierre

- Public

- Sportif

Fondé en 1907, l’hippodrome de Stockel fut inauguré par le roi Albert Ier en 1910 dans le cadre de l’exposition universelle se déroulant à Bruxelles. Celui-ci est à la base du développement du quartier Stockel. Il fut toujours bien desservi par le tram.
Aujourd’hui, cet hippodrome n’existe plus. Celui-ci était anciennement situé entre l’avenue Orban, l’avenue François Peeters, l’avenue des Grands-Prix et l’avenue Jules-Jardin. Actuellement, sur l’ancien emplacement de l’hippodrome, se trouve l’Athénée royal de Woluwe-Saint-Pierre ainsi que le centre sportif de la commune.
En plus de sa fonction initiale, l’hippodrome servait également d’aérodrome. Celui-ci accueillit de nombreux événements à partir de la Première Guerre mondiale notamment la Quinzaine d’Aviations de Bruxelles-Stockel.
L’hippodrome de Stockel ferma ses portes en 1957.

### Métro Stockel
- 31 août 1988[12]

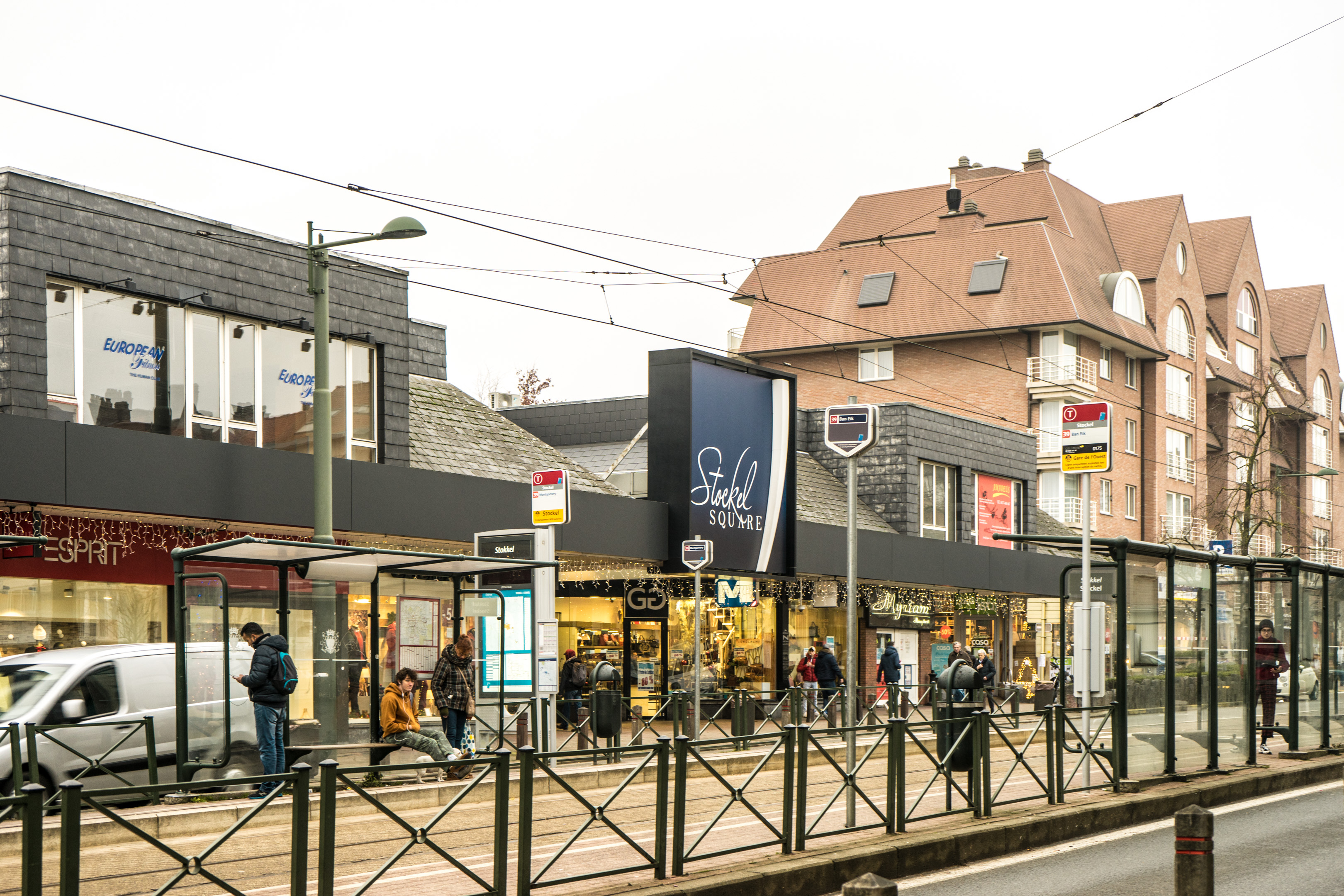
Stockel (métro de Bruxelles)

- Avenue de Hinnisdael, 1150 Woluwe-Saint-Pierre

- Public

- Transport public

L’arrêt de métro Stockel est le dernier arrêt de la ligne 1 reliant la Gare de l’Ouest à celui-ci.
Cette ligne fut inaugurée en 1988 par la STIB, car à la suite d'une urbanisation de ce quartier après la Deuxième Guerre mondiale, cela semblait important de pouvoir le relier aux points importants de la ville de Bruxelles.
La ligne 1 permet de relier l’ouest à l’est de Bruxelles passant par de nombreux points phares de la ville. En empruntant cette ligne, une connexion est possible avec la gare de Schuman, la gare Centrale ainsi que la gare de l’Ouest ou encore le pentagone.
L’arrêt de métro Stockel se trouve le long de l’avenue de Hinnisdael. Non loin de celui-ci, on trouve la place Dumon, l’école communale de Woluwe-Saint-Pierre ou encore le cinéma « Le Stockel ». Une des particularités de cet arrêt est qu’il est accessible, de façon directe, depuis la Galerie Stockel Square,,.